# Stimulans
En stimulans (Lat. stimulantia) er et lægemiddel der virker opkvikkende, oftest et sympatomimetika.

## Eksempler på stimulantia
- Amfetamin
- Efedrin
- Koffein
- Kokain
- Methylendioxymethamfetamin (Ecstasy)
- Nikotin
- Theobromin